# Observatori Yerkes

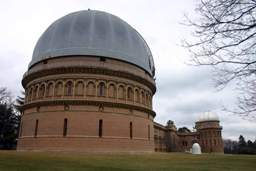
Observatori Yerkes

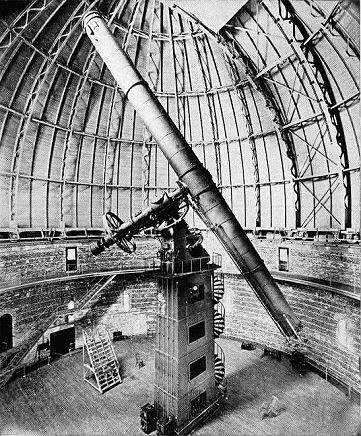
Foto de 1897.

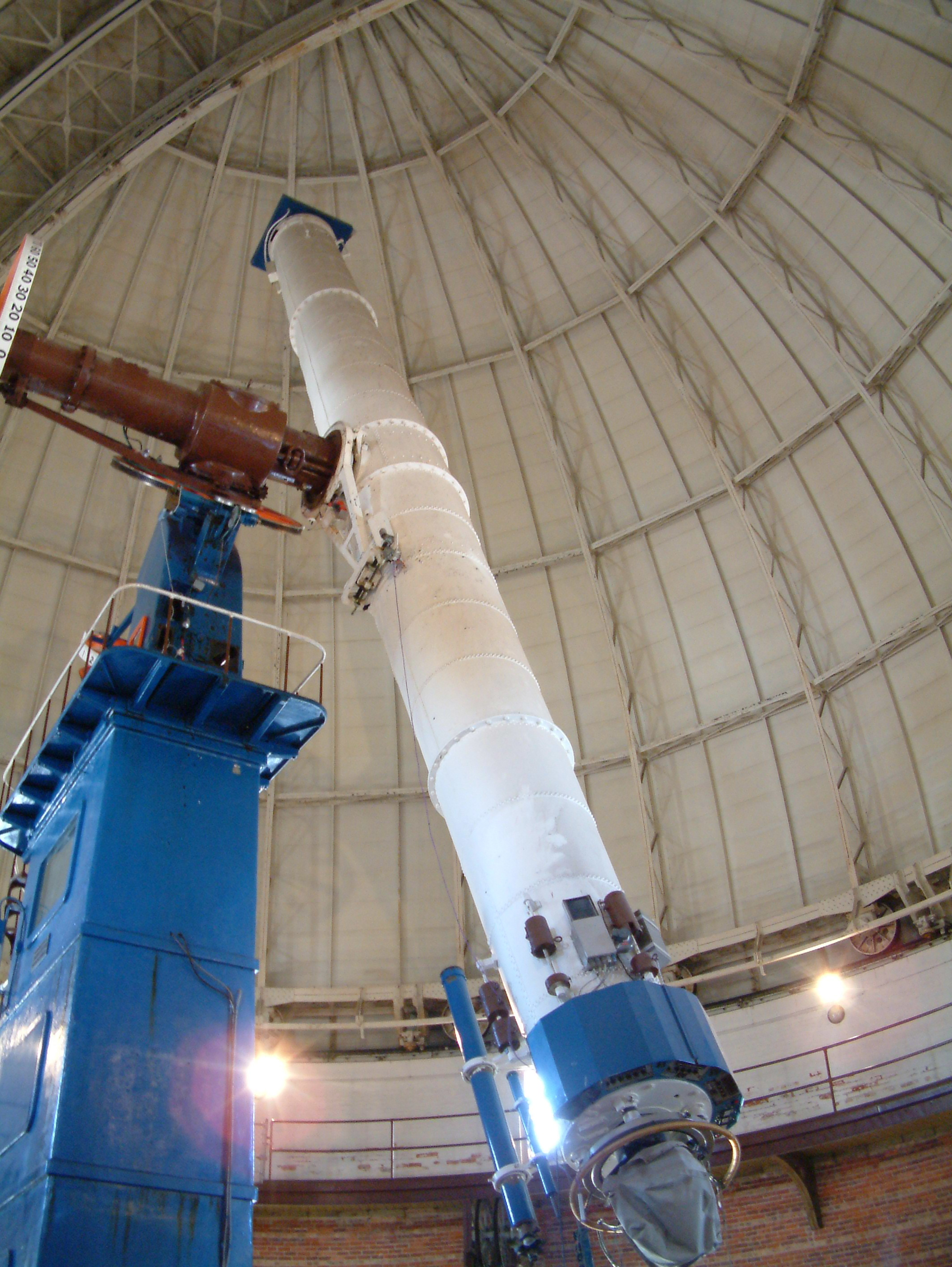
Foto de l'any 2006 del telescopi refractor de 102 cm

L'Observatori Yerkes és un observatori astronòmic operat per la Universitat de Chicago a Williams Bay, Wisconsin als Estats Units d'Amèrica. Es troba a 334 m d'altitud. Es va fundar l'any 1897 per George Ellery Hale i va ser finançat per Charles T. Yerkes. No només hostatja telescopis i els observadors sinó que integra equipament per estudiar la física i la química de l'espai.
Té el telescopi de refracció més gran (102 cm) dels usats per astrònoms i té una col·lecció d'unes 100.000 plaques fotogràfiques. També disposa de telescopis reflectors.
La recerca actual inclou treballs sobre el medi interstel·lar, formació grup globular, astronomia d'infraroig i objectes de prop de la Terra.